# Adrastos
Adrastos var inom grekisk mytologi kung i Argos.
Oraklet hade sagt honom, att han skulle gifta bort sina döttrar med ett vildsvin och ett lejon. Då därför den fördrivne kungen Tydeus och Polyneikes, Oidipus son, vilken av sin broder Eteokles blivit jagad från Thebe, den ene klädd i en lejonhud, den andre i en vildsvinshud, sammanträffade i hans palats, gav han dem sina döttrar till äkta.
För att skaffa Polyneikes hämnd på hans bror, drog Adrastos tillsammans med sex andra grekiska furstar mot Thebe (de sju mot Thebe). Där dödade Eteokles och Polyneikes varandra, och av de övriga kom endast Adrastos undan med livet. Tio år senare samlade Adrastos de fallnes söner, epigonerna, och ryckte ånyo mot Thebe. Denna gång blev thebanerna besegrade och deras stad tagen i besittning av Polyneikes son. Adrastos, som i striden förlorat sin son, dog av sorg kort därefter.